# Soeng sin baai jyut ting
Soeng sin baai jyut ting is een Kantonese opera. Het werd bedacht door Tang Ti-sheng. Het stuk is gebaseerd op het Ming-operastuk Baiyueting (拜月亭), een van de Vijf grote overleveringen (五大傳奇).
In 1958 werd de opera voor het eerst op kleurenfilm vastgelegd. Dit werd gedaan door de Hongkongse filmmaatschappij het oosten (香港東方影片公司). Acteurs en actrices die hierin meespeelden waren Ho Fei-fan, Ng Kwan-lai, Leung Sing-Bor, Mak Bing-wing, Chan Ho-kau, Pak Lung-chu en Ma Siu-ying.
De geluidsopname van het stuk vond in 1959 plaats. Het werd vertolkt door onder anderen Ho Fei-fan, Chan Fung-sin, Chan Ho-kau, Pak Lung-chu, Kan Yiu-kwai en Mui Yan.

## Personages
- (dhr.) Zoeng sai lung/蔣世隆
- (mw.) Wong seoi laan/王瑞蘭
- (dhr.) Wong zan/王鎮
- (mw.) Wong fu jan/王夫人
- (mw.) Zoeng seoi lin/蔣瑞蓮
- (dhr.) Ceon hing fuk/秦興福

## Verhaal
Zoeng sai lung en Zoeng seoi lin zijn broer en zus van elkaar. Tijdens een oorlog schuilen ze in een openbaar gebouw. Zoeng seoi lin wordt verliefd op Ceon hing fuk. De familie Ceon wordt tijdens de oorlog vervolgd door kwaadaardige mandarijnen. In het rumoer van de oorlog komen Wong fu jan en Zoeng seoi lin elkaar tegen. Wong fu jan beschouwd hierop Zoeng seoi lin als haar dochter. Zoeng seoi lin trouwt met haar geliefde, Ceon hing fuk.